# Denominazione di origine controllata e garantita

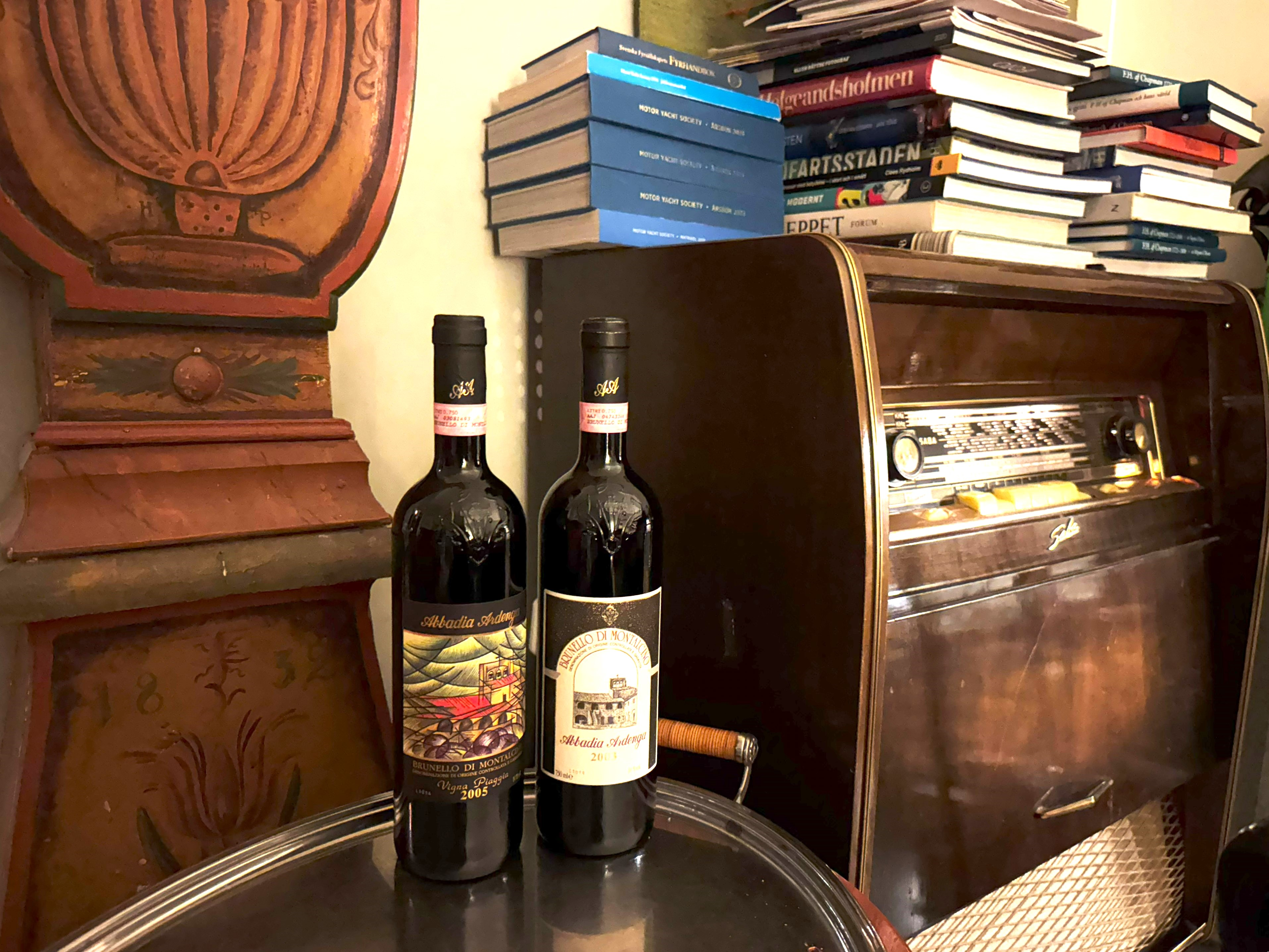
Brunello di Montalcino DOCG

DOCG (akronym för it. Denominazione di origine controllata e garantita) är den högsta klassen av italienska viner. Jämför Denominazione di origine controllata.